# Doomscrolling
Doomscrolling sau doomsurfing înseamnă petrecerea unor durate de timp excesive citind cantități mari de știri, îndeosebi știri negative, pe web și rețelele sociale. Doomscrollingul poate fi definit și drept consumul excesiv de videoclipuri scurte (shorts — pe Youtube, reels — pe Instagram și Facebook, „TikTok-uri” pe platforma cu același nume) sau de conținut pe rețelele sociale pentru o perioadă excesivă de timp, fără încetare. Conceptul a fost inventat în jurul anului 2020, în special în contextul pandemiei de COVID-19.

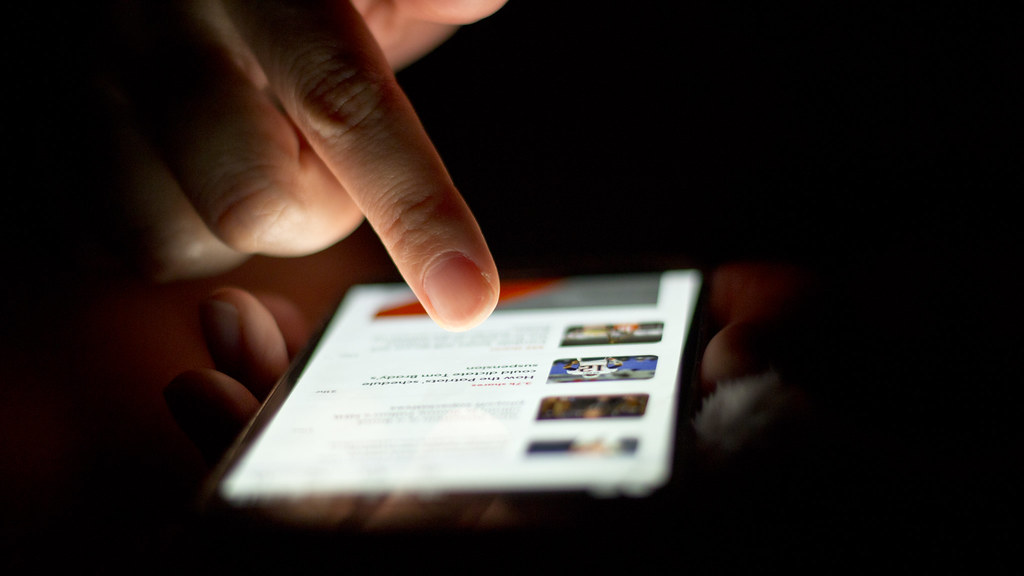
O persoană care scrollează prin știri pe un smartphone

Sondajele și studiile sugerează că doomscrollingul este predominant în rândul tinerilor. Poate fi considerată o formă de tulburare provocată de dependența de internet. Un studiu al Academiei Naționale de Științe din 2019 a observat că doomscrollingul poate fi corelat de o scădere a sănătății mentale și fizice. Au fost invocate diverse motive pentru doomscrolling — părtinirea negativității, FOMO⁠(d) și dorința de a redobândi controlul într-un mediu dominat de incertitudine.

## Istoric

### Origini
Doomscrollingul poate fi comparat cu un fenomen mai vechi din anii 1970 numit mean world syndrome (lit. „sindromul lumii rele”), anume convingerea că „lumea este un loc mai periculos decât este în realitate” — consecință directă a expunerii îndelungate la consumul de știri și conținut audio-vizual violent”. Studiile arată că urmărirea de știri negative îi determină pe oameni să caute mai multe informații pe acest subiect, creând un ciclu de auto-perpetuare.

### Popularitate
Conform dicționarului Merriam-Webster, termenul din limba engleză a fost folosit pentru prima dată în 2020. El a continuat să câștige teren la începutul lui 2020 și a fost în primă fază asociat cu evenimente de tipul pandemiei de COVID-19, protestele în legătură cu George Floyd, alegerile prezidențiale din SUA din 2020, asaltul asupra Capitoliului SUA în 2021 și invazia rusă a Ucrainei din 2022. Doomscrollingul a devenit larg răspândit în rândul utilizatorilor de Twitter în timpul pandemiei de COVID-19, și a fost discutat și în legătură cu criza climatică. Un sondaj din 2024 realizat de Morning Consult a concluzionat că aproximativ 31% dintre adulții americani scrollează în mod regulat. Acest procent este și mai mare cu cât adulții sunt mai tineri, cu milenialii la 46%, iar adulții din generația Z la 51%.

### „Scrollul infinit”
O funcție esențială numită scroll infinit joacă un rol esențial în perpetuarea doomscrollingului. Această funcție permite unui utilizator de rețele sociale să „scrolleze infinit”, deoarece software-ul încarcă perpetuu conținut nou și afișează un flux nesfârșit de informații. În consecință, această caracteristică poate crește major șansele de a practica doomscrollingul, eliminând impulsul natural de a te opri la un moment dat.

## Explicații

### Prejudecata de negativitate
Doomscrollingul poate fi asociat unei prejudecăți ce favorizează negativitatea, pe care oamenii o au atunci când consumă informații. Prejudecata în favoarea negativității este ideea că evenimentele negative au un impact mai mare asupra sănătății mintale decât cele evenimentele pozitive. Jeffrey Hall, profesor de științe ale comunicării la Universitatea din Kansas, observă că, datorită stării regulate de mulțumire a unui individ, atenția acestuia tinde să fie provocată de potențialele amenințări. Un psihiatru de la Centrul Medical Wexner de la Universitatea de Stat din Ohio observa că oamenii sunt „cu toții curioși să vadă negativul și să fie atrași de tot e înseamnă negativism pentru că le poate dăuna fizic”. El citează evoluția drept motivul pentru care oamenii caută astfel de negativisme: dacă strămoșii cuiva, de exemplu, au descoperit cum o creatură străveche i-ar putea răni, ei au putut evita această soartă.
Spre deosebire de omul din preistorie, omul modern nu realizează că el caută de bunăvoie informații negative. Algoritmii rețelelor sociale țin cont de conținutul pe care utilizatorii îl consumă, ceea ce poate ajuta la perpetuarea doomscrollingului. Potrivit directorului de clinică al Centrului pentru Tratamentul și Studiul Anxietății al Școlii de Medicină Perelman: „Oamenii au o întrebare, doresc un răspuns și presupun că obținerea acestuia îi va face să se simtă mai bine... Continuă să scrolleze și scrollând multă lume crede că le va fi de ajutor, dar ajung să se simtă mai rău în cele din urmă.”

### FOMO (Fear of Missing Out)
Doomscrollingul poate fi explicat și prin teama de a rata ce se mai întâmplă în jur, o frică obișnuită care îi determină pe oameni să ia parte la activități care pot să nu le fie benefice în realitate, dar de care se tem că le vor rata. Această teamă este aplicată și în lumea rețelelor sociale și a știrilor. Un studiu din Statista din 2013 a constatat că mai mult de jumătate dintre americani au experimentat sentimentul de FOMO⁠(d) pe rețelele sociale; studii suplimentare au descoperit că FOMO afecta 67% dintre utilizatorii italieni în 2017 și 59% dintre adolescenții polonezi în 2021.

### Căutarea controlului
Consumul obsesiv de știri negative poate fi atribuit parțial nevoii psihologice a fiecărei persoane de a fi stăpână pe situație. După cum s-a menționat mai devreme, pandemia de COVID-19 a coincis cu popularitatea doomscrollingului. Un raționament din spatele acesteia este că în vremuri incerte, oamenii sunt mai dispuși să recurgă la doomscrolling ca modalitate de a-i ajuta să adune informații și să aibă un sentiment de control asupra situației. Oamenii fac aceasta pentru a-și întări convingerea că deținerea informației și controlul le va oferi protecție împotriva situațiilor dificile. Cu toate acestea, în timp ce încearcă să preia controlul, de cele mai multe ori, ca urmare a doomscrollingului, indivizii dezvoltă mai degrabă stări de anxietate, decât o diminuare a acestor stări.

## Efecte asupra sănătății

### Efecte psihologice
Specialiștii avertizează că doomscrollingul în exces poate avea un impact negativ asupra problemelor de sănătate mintală deja existente. Deși impactul general pe care doomscrollingul îl are asupra oamenilor poate varia, omul adesea poate să se simtă anxios, stresat, speriat, deprimat și izolat ca urmare a acestei practici.

## Evitarea știrilor
Unii oameni au început să facă față abundenței de știri negative evitând cu totul știrile. Un studiu din 2017 până în 2022 a arătat că evitarea știrilor este în creștere și că 38% dintre oameni au recunoscut că uneori sau adesea au evitat în mod activ știrile în 2022, față de 29% în 2017.
În 2024, un studiu al Institutului Reuters al Universității Oxford a arătat că un număr tot mai mare de oameni evită știrile. În 2023, 39% dintre oamenii din întreaga lume au declarat că evită în mod activ știrile, procent mai mare față de 2017 — care era de 29%. Studiul sugerează că războaiele din Ucraina și Orientul Mijlociu pot contribui la această tendință. În Regatul Unit, interesul pentru știri s-a redus aproape la jumătate din 2015.